# فرانك بورتون
فرانك بورتون (بالإنجليزية: Frank Burton)‏ (18 مارس 1865 بنوتنغهام في المملكة المتحدة - 10 فبراير 1948) هو لاعب كرة قدم بريطاني (وحمل سابقاً جنسية المملكة المتحدة لبريطانيا العظمى وأيرلندا) في مركز مهاجم داخلي. شارك مع منتخب إنجلترا لكرة القدم. أما مع النوادي، فقد لعب مع نوتينغهام فورست.

## وصلات خارجية
- فرانك بورتون على موقع قاعدة بيانات كرة القدم.إي يو (الإنجليزية)
- فرانك بورتون على موقع ناشيونال فوتبول تيمز (الإنجليزية)